# Chlamys hastata
Chlamys hastata, es una especie de molusco bivalvo de la familia Pectinidae que se encuentra en la costa oeste de América del Norte, desde el golfo de Alaska hasta San Diego, California. Un número limitado de estas vieiras se recolecta mediante buceo o con redes de arrastre estrechas en la costa oeste de Canadá.
Chlamys hastata vive en el lecho marino, en la zona sublitoral, entre la marca de la marea baja y una profundidad de 150 metros (490 pies), sobre sedimentos blandos o rocas, especialmente en zonas con fuertes corrientes. Se alimenta por filtración, tamizando las algas microscópicas del agua que pasa a través de sus branquias. Es presa de estrellas de mar, pulpos y nutrias marinas. Puede detectar a los depredadores por el olfato y la vista y puede alejarse nadando de ellos abriendo y cerrando sus valvas. A menudo crecen otros organismos en el exterior de su concha y suele formar una relación simbiótica con una esponja incrustante que crece en la valva superior y le ayuda a protegerse de los depredadores.

## Etimología
El nombre científico deriva de chlamys, la palabra latina que designa una capa griega o capa corta hecha de lana y usada por los soldados, y hastata, que significa «en forma de lanza», del latín hasta, lanza o jabalina.

## Descripción
Chlamys hastata tiene una forma ligeramente similar a un abanico y puede alcanzar una altura de unos 9 centímetros (3,5 pulgadas), aunque el tamaño adulto más habitual es de 6 centímetros (2,4 pulgadas). La concha está compuesta por dos valvas, cada una de las cuales es convexa y tiene un pequeño número de costillas anchas cubiertas de espinas romas. Estas se extienden desde el umbo, la protuberancia redondeada cerca de la bisagra, y entre ellas hay finas estrías grabadas. El color de fondo es blanco con bandas radiales de color púrpura pálido y la valva derecha, que suele estar debajo, es más pálida que la izquierda. Los anillos de crecimiento anuales son visibles, a menudo como bandas concéntricas de un tono diferente. Junto a la bisagra hay dos solapas irregulares o aurículas, siendo la anterior normalmente mucho más grande que la otra. Esto proporciona un punto de unión para el único músculo aductor fuerte que cierra la concha. A ambos lados de la larga bisagra hay unas pequeñas crestas y surcos conocidos como dientes. Su función es impedir que las valvas se muevan lateralmente entre sí. Algunas conchas bivalvas tienen grandes dientes «cardinales» en la bisagra, justo debajo del umbo, pero la vieira espinosa no los tiene. En su lugar, tiene 5 o 6 dientes laterales a cada lado de la bisagra. El interior de las valvas está recubierto por el manto, una membrana que cubre el intestino y otros órganos internos. Se puede ver alrededor de los márgenes de las valvas como una capa gruesa, similar al relleno de un sándwich. Está bordeado por numerosos tentáculos cortos y hay una fila de pequeños ojos simples cerca de cada una de las valvas. El animal suele yacer sobre su valva derecha y su valva izquierda, que queda expuesta, suele tener una esponja colonial creciendo en ella.
Chlamys hastata se distingue de su pariente cercano, la vieira rosa del Pacífico (Chlamys rubida), por sus valvas menos redondeadas y por las pequeñas espinas curvas en las costillas, que le dan una textura rugosa, mientras que la vieira rosa del Pacífico es lisa al tacto. El interior blanco brillante de la concha de la vieira espinosa suele tener una mancha violácea cerca del umbo, que no está presente en la vieira rosa del Pacífico.

## Distribución y hábitat
La vieira espinosa se encuentra de forma natural en la costa oeste de América del Norte. Su área de distribución se extiende desde el golfo de Alaska hasta San Diego, en el sur de California. Se encuentra en el lecho marino, en zonas de arena, grava o conchas trituradas y entre rocas, a una profundidad de unos 150 metros (490 pies).  También se encuentra en praderas marinas y costas rocosas y prefiere lugares con fuertes corrientes.

## Biología
Chlamys hastata se fija al sustrato con unos pocos filamentos de biso. No está claro cuál es su función, pero pueden servir para ayudar a la vieira a orientarse con respecto a la corriente para alimentarse de forma óptima. Otra posibilidad es que puedan inclinar la vieira para que esté lista para una rápida huida. Se rompen fácilmente cuando la vieira comienza a nadar. Se alimenta por filtración. Expone su manto separando sus valvas y hace pasar el agua a través de sus branquias mediante la acción ciliar. Una vieira grande puede procesar unos 4 litros de agua por hora por cada gramo de su peso. El fitoplancton se filtra del agua mediante las branquias y se traslada a la boca por unos surcos ciliados. Aquí son clasificados por un par de palpos labiales (apéndices bucales), antes de ser ingeridos. Las partículas rechazadas se convierten en gotas envueltas en mucosidad. Estas son expulsadas de la cavidad del manto a intervalos junto con las heces mediante un rápido aplaudido de las valvas. Cuando las gónadas están madurando, se ha descubierto que un nivel elevado de microalgas en la dieta aumenta el desarrollo gonadal. En ese momento, el almacenamiento de glucógeno en el músculo aductor principal se agota, ya que la energía se transfiere desde allí a las gónadas.
Cuando las valvas de la vieira espinosa se separan para alimentarse y respirar, muchos tentáculos sobresalen de cada borde del manto. Los más largos tienen células quimiorreceptoras sensibles en su extremo que pueden saborear el agua y permiten al molusco reaccionar adecuadamente, por ejemplo, al «olor» de una estrella de mar, tomando medidas evasivas.  Los más cortos, que forman un anillo alrededor del borde del manto, tienen ojos simples en sus extremos. Cada ojo contiene una lente, dos retinas y un espejo esférico cóncavo. Los ojos no pueden ver objetos, pero pueden detectar la diferencia entre la luz y la oscuridad, lo que permite que las valvas se cierren de golpe si se acerca algún objeto grande y amenazante. También parecen ser capaces de detectar el tamaño y la velocidad de las partículas que pasan junto al bivalvo en la corriente, lo que le permite abrir ampliamente sus valvas para alimentarse cuando las condiciones son adecuadas.
Las vieiras espinosas son dioicas, es decir, los individuos son machos o hembras. Alcanzan la madurez a los dos años aproximadamente y suelen vivir unos cuatro años. La reproducción tiene lugar en verano. Los gametos se liberan en la columna de agua y la fecundación es externa. Las larvas velígeras comienzan a desarrollarse a partir de los huevos en unos dos días y flotan con el plancton durante 40 días, creciendo hasta alcanzar una longitud máxima de valva de 240 μ (0,01 pulgadas). Las larvas tienen un mechón de cilios compuestos anchos cerca de la boca. El velo, órgano locomotor y alimenticio, tiene bandas de cilios que lo recorren. Los ojos simples y las branquias rudimentarias comienzan a desarrollarse alrededor del día 25. El pie se hace visible al día 15 y el propodio (la parte delantera saliente del pie) se desarrolla alrededor del día 28. Alrededor del día 34, la larva se arrastra utilizando su pie y sus cilios. La metamorfosis tiene lugar alrededor del día 40. En el transcurso de 48 horas, los órganos internos sufren una rotación de 90°, aparecen las valvas, la bisagra y el ligamento, y las branquias se alargan. Una larva velígera nadadora se ha convertido en una vieira juvenil bentónica.

## Ecología
Entre los animales que se alimentan de la vieira espinosa se encuentran las estrellas de mar, en particular la estrella ocre (Pisaster ochraceus) y la estrella girasol (Pycnopodia helianthoides), los pulpos y las nutrias marinas. La vieira puede nadar y lo hace para escapar de sus depredadores, abriendo y cerrando repetidamente sus valvas con un movimiento similar a un aplauso. Cada vez que se cierran las valvas, se expulsa agua a través de un espacio en el manto en el lado dorsal de la bisagra y el animal se mueve primero por los bordes, una forma de propulsión a chorro. Tiene quimiorreceptores en los bordes del manto que detectan la aproximación de una estrella de mar y le permiten tomar medidas evasivas. También responde de esta manera a los depredadores que se alimentan de esponjas, como los nudibranquios del género Archidoris spp..
La vieira espinosa suele tener una relación simbiótica con una esponja incrustante que crece en su valva izquierda. Se trata, en la mayoría de los casos, de la esponja naranja Myxilla incrustans, aunque a veces también puede ser la esponja púrpura o marrón Mycale adhaerens. La esponja proporciona camuflaje a la vieira y puede disuadir a los depredadores de atacarla, ya que las esponjas suelen producir un olor repulsivo y tienden a ser desagradables. También dificulta que las estrellas de mar puedan agarrarse con fuerza con sus pies tubulares, lo que necesitan para separar las dos valvas de la vieira. La esponja se beneficia del hecho de que vivir sobre la vieira le impide quedar enterrada en el sedimento. En la naturaleza se ha observado que tanto las vieiras como las esponjas incrustantes crecen hasta alcanzar un tamaño mayor en zonas con alta turbidez. Un estudio de laboratorio demostró que, en condiciones en las que el sedimento se removía con frecuencia, las esponjas de las conchas de vieira vacías morían, mientras que las de las conchas vivas prosperaban. Sin embargo, otro estudio demostró que las tasas de crecimiento de las vieiras muy incrustadas por esponjas eran significativamente más bajas que las de las que no lo estaban.

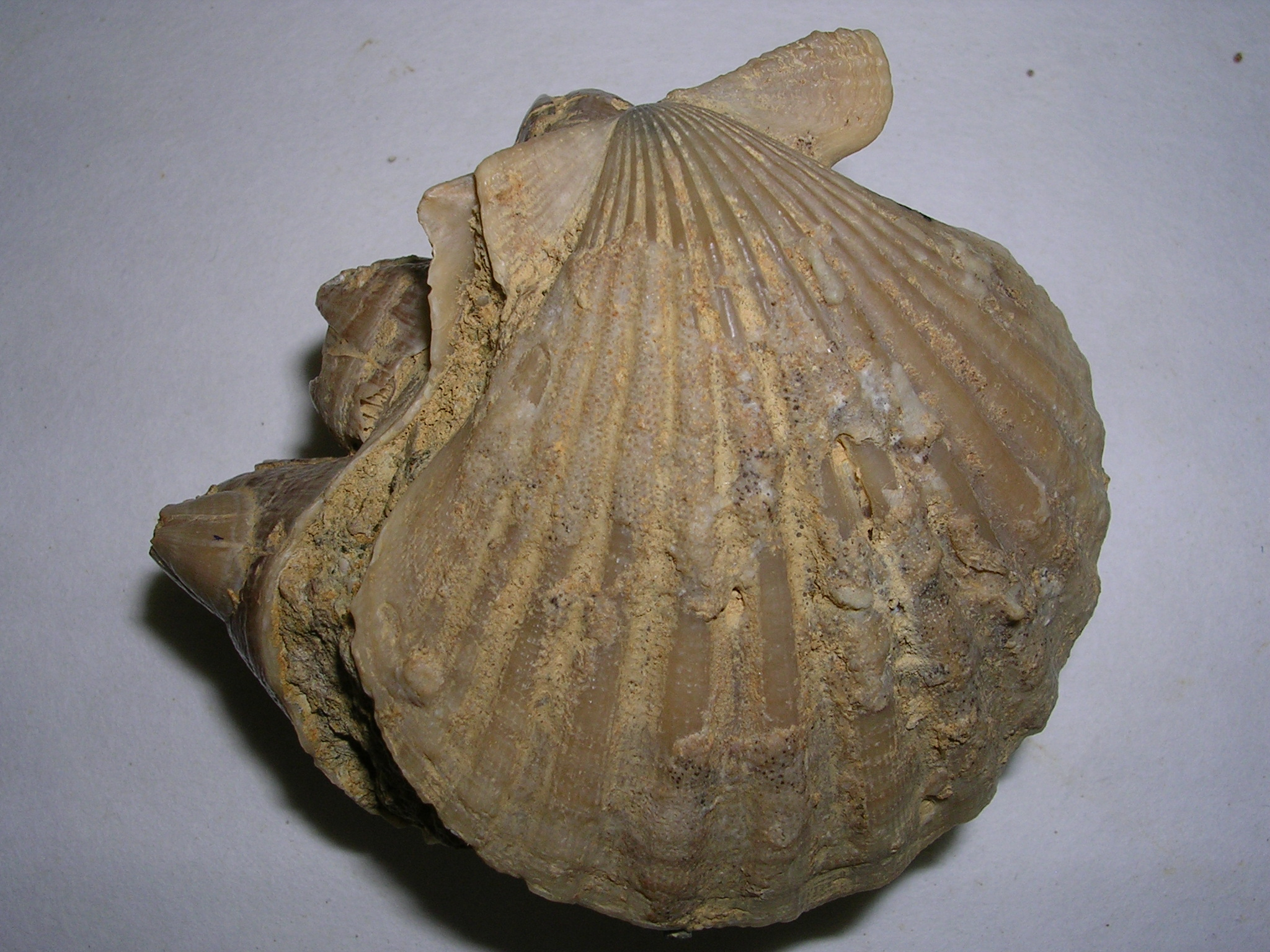
Vieira fósil

Otros organismos también crecen en la concha de la vieira. La esponja perforadora Cliona celata es una especie parásita que hace agujeros de hasta 1,5 milímetros (0,059 pulgadas) de diámetro en la valva. Otros epibiontes comunes que viven en la superficie de la valva son los gusanos tubícolas, los percebes y los briozoos. En un estudio realizado frente a las islas San Juan, en Washington, se dragaron 144 vieiras, C. hastata y C. rubida, en su mayoría a una profundidad de 90 metros (300 pies). La valva derecha estaba mucho más colonizada que la izquierda, con un 76% cubierto de epibiontes, frente al 17% de las valvas izquierdas. Las esponjas incrustantes (en su mayoría Mycale adhaerens) eran comunes, al igual que los percebes (Balanus rostratus) y los gusanos tubícolas Neosabellaria cementarium, Serpula vermicularis y Spirorbis sp. También se encontraron otros bivalvos, briozoos, braquiópodos y tunicados. Muchos de los tubos construidos por los gusanos estaban desocupados y otros organismos crecían sobre los tubos calcáreos vivos y muertos. En la valva inferior izquierda predominaban los briozoos ciclóstomos y quelostomos. Las estrellas de mar parecen igualmente capaces de forzar la apertura de las valvas de una vieira con percebes que de una sin ellos.
Los percebes son animales normalmente sésiles incapaces de escapar de los depredadores. Cuando se adhieren a una vieira, se benefician de la respuesta defensiva del molusco ante las amenazas, lo que le permite evitar la depredación. La vieira se ve perjudicada porque la presencia de percebes puede reducir su capacidad para nadar. Se ha descubierto que las esponjas incrustantes emiten sustancias químicas que disuaden a las larvas de percebes de asentarse cerca. Las larvas se asientan preferentemente en conchas que no están incrustadas con esponjas. Esta es otra forma en la que las esponjas incrustantes benefician a las vieiras, cuya capacidad para nadar se ve menos afectada por las esponjas que por los percebes.

## Pesca
Parte de la recolección de vieiras con licencias de pesca exploratoria se realiza frente a la costa oeste de Canadá, aunque la pesca comercial de vieiras se ha interrumpido. Los métodos utilizados son el buceo y pequeñas redes de arrastre con una anchura máxima de 2 metros (6 pies y 7 pulgadas). Se han establecido límites mínimos de tamaño para la altura de las conchas: 80 milímetros (3,1 pulgadas) para la vieira espinosa y 71 milímetros (2,8 pulgadas) para la vieira rosa. En 2000, el Ministerio de Pesca y Océanos de Canadá publicó un documento marco de investigación en el que se formulaban recomendaciones sobre el desarrollo de la pesca submarina y de arrastre.